# Kaburagi Kiyokata

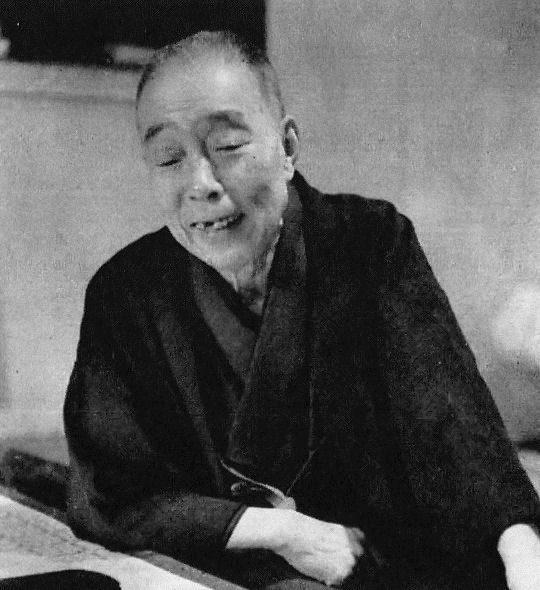
Kaburaki, 1954

Kaburaki Kiyokata (japanisch 鏑木 清方; * 31. August 1878 in Kanda, Tokio; † 2. März 1972 in Kamakura), eigentlicher Name Kaburaki Ken’ichi (鏑木 健一), war ein japanischer Maler, der die Formensprache der Ukiyo-e im 20. Jahrhundert weiter führte und an seine Schüler vermittelte. Er selbst verwendete die Lesung  seines Names Kaburaki, aber viele westliche als auch einige japanische Quellen transliterierten es als „Kaburagi“.

## Leben und Werk
Kaburaki war der dritte Sohn des Schriftstellers und Verlegers der Zeitung Yamato Shimbun, Jōno Saigiku (条野 採菊; 1832–1902), führte aber den Familiennamen seiner Mutter fort. Von früher Jugend an mit Farbholzschnitten und Zeitungs-Illustrationen vertraut, begann er mit 14 Jahren eine Ausbildung bei dem Künstler Mizuno Toshikata (1866–1908), der aus der Utagawa-Schule stammte. Mit 17 Jahren publizierte er bereits in der Zeitung seines Vaters sogenannte Bijinga, „Bilder schöner Frauen“. Von 1901 bis 1912 war er die führende Figur in der „Raben-Vereinigung“ (烏合會, U-gōkai), 1917 unterstützte er die Gründung der „Goldglöckchen-Gesellschaft“ (金鈴社, Kinreisha). Kaburaki stellte in der Ausstellung Inten des von Okakura Kakuzō gegründeten Nihon bijutsu-in aus. 1954 wurde er mit dem Kulturorden ausgezeichnet.
Zunächst war Kaburaki bekannt als Illustrator für Tageszeichnungen im Stil der Farbdrucke aus der Edo-Zeit. Seine Spezialgebiete waren die erwähnten Bilder schöner Frauen und Porträts, wobei er sich bei letzteren auf Personen der Meiji-Zeit konzentrierte, für die er ein nostalgisches Empfinden hatte. Seine Figuren bildete er oft groß vor einem neutralen Hintergrund ab. Es sind auch einige Drucke von ihm überliefert. Zu seinen Schülern gehörten unter anderem Kasamatsu Shirō, Kawase Hasui und Itō Shinsui.
1946 ließ sich Kaburaki in Kamakura nieder, wo er bis zu seinem Tode lebte. Bestattet wurde er auf dem Friedhof Yanaka. Sein Haus ist als Gedenkstätte eingerichtet.